# Aethionema dumanii
Aethionema dumanii là một loài thực vật có hoa trong họ Cải. Loài này được Vural & Adigüzel mô tả khoa học đầu tiên năm 1995.